# Noronhia emarginata
Noronhia emarginata är en syrenväxtart som först beskrevs av Jean-Baptiste de Lamarck, och fick sitt nu gällande namn av Louis Marie Aubert Du Petit-Thouars. Noronhia emarginata ingår i släktet Noronhia och familjen syrenväxter. Inga underarter finns listade i Catalogue of Life.

## Bildgalleri

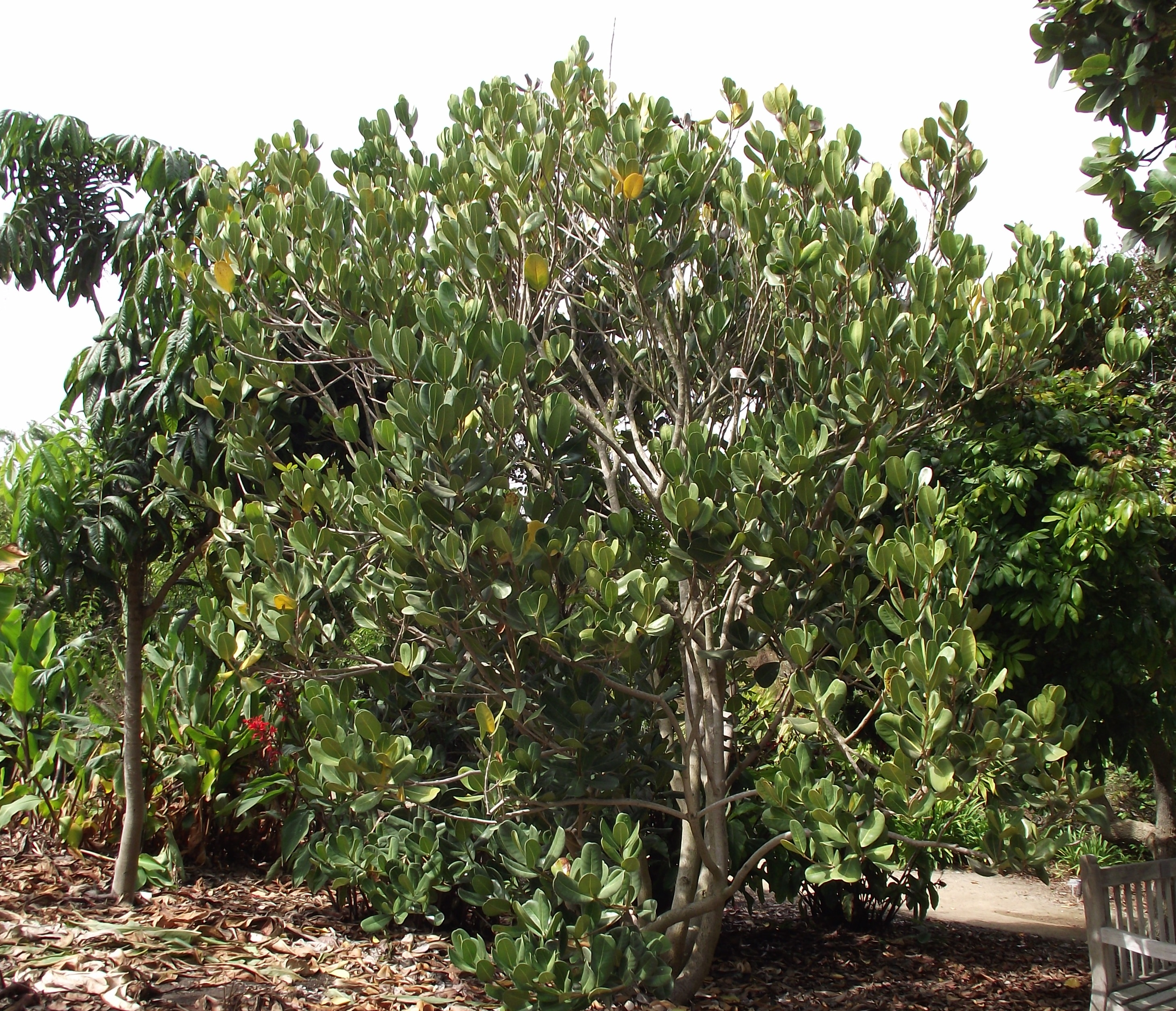
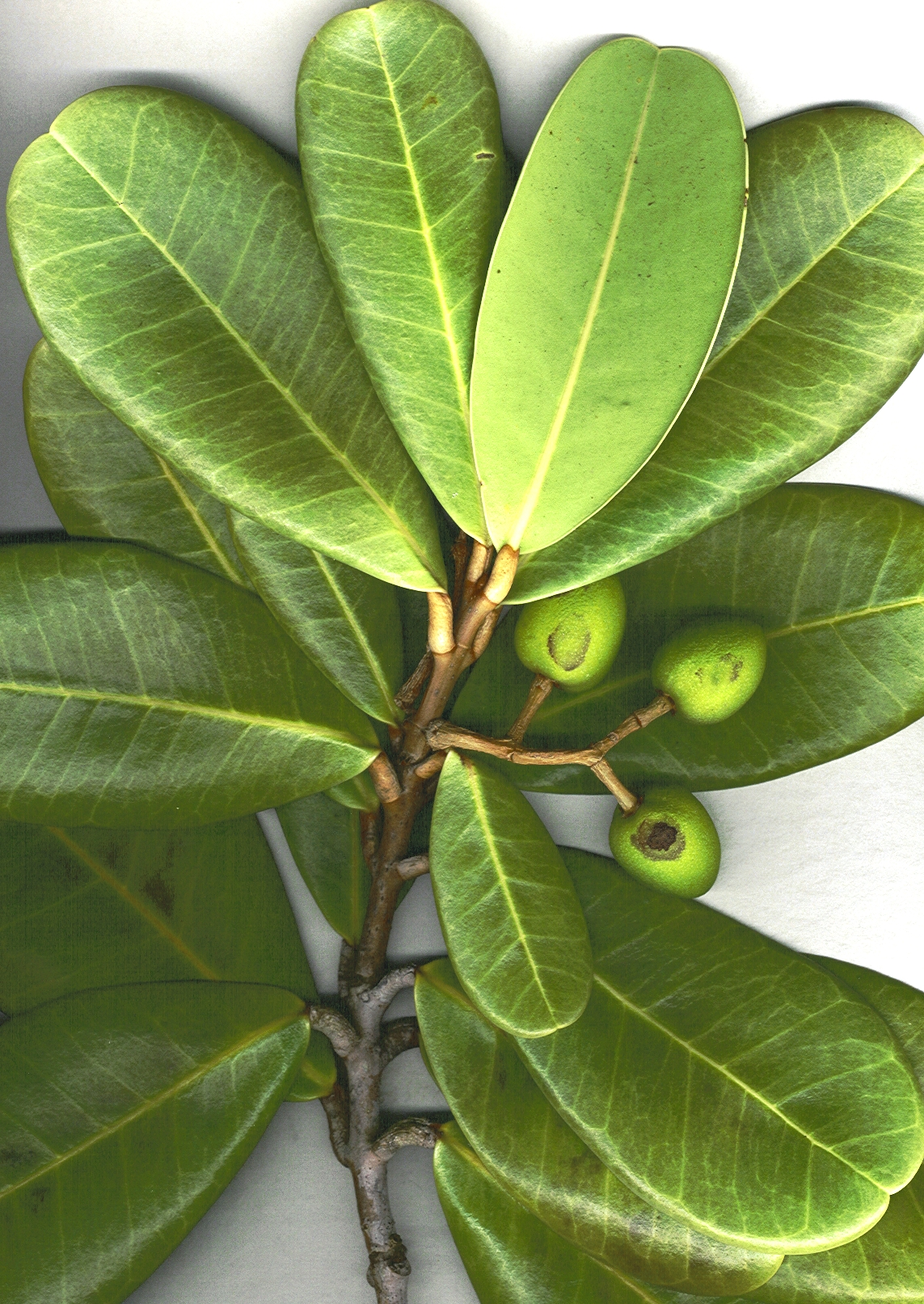
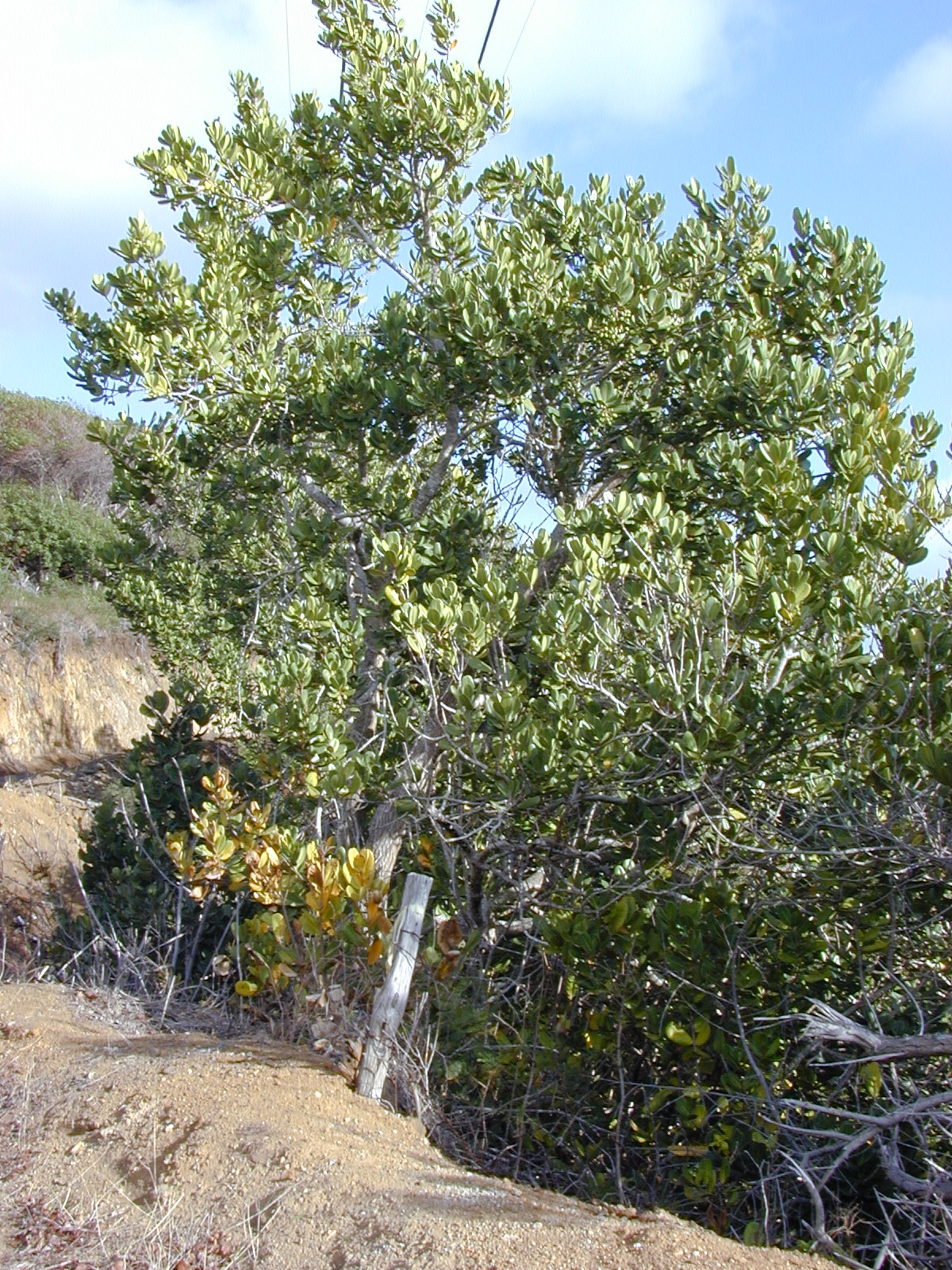
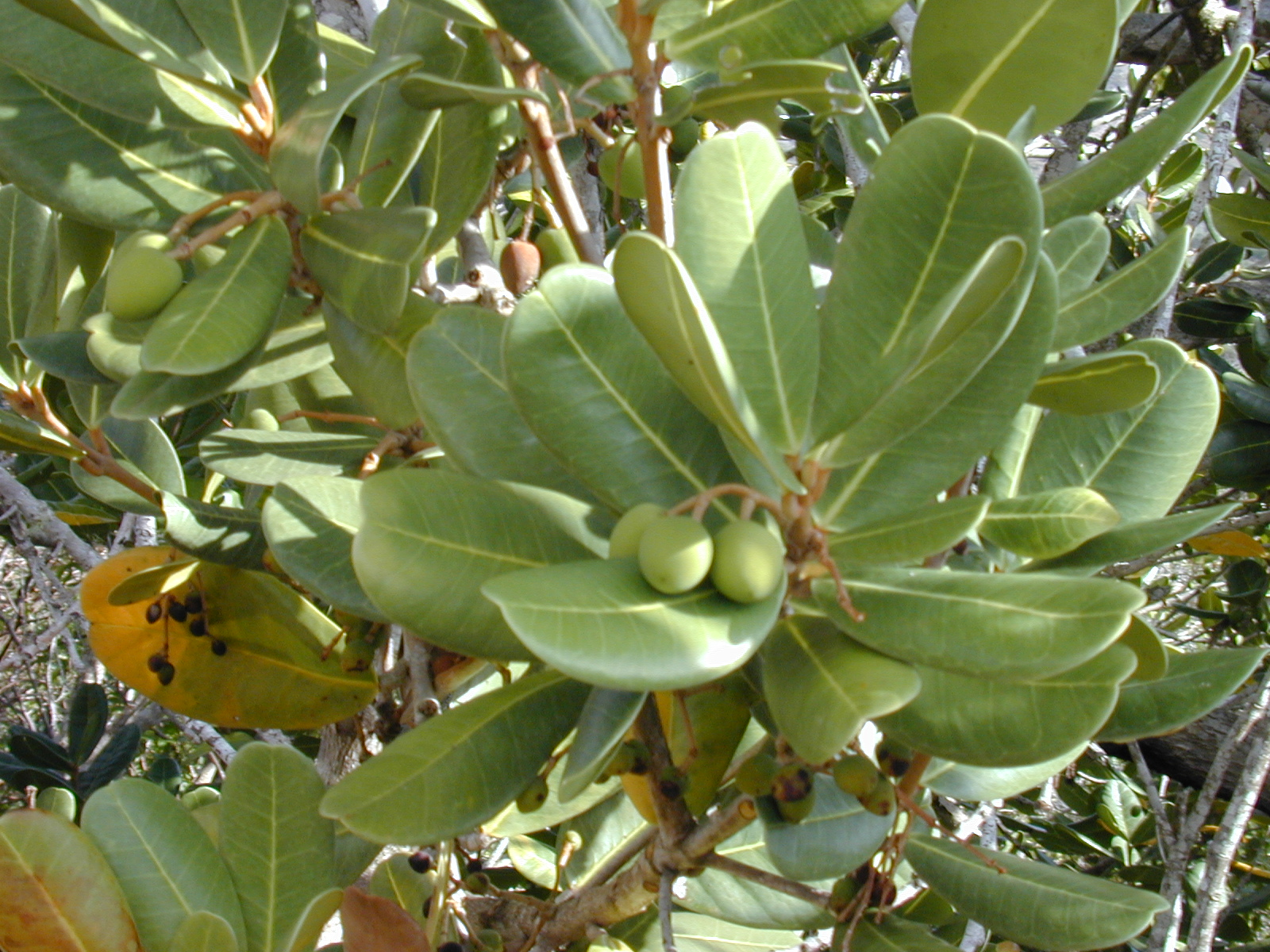
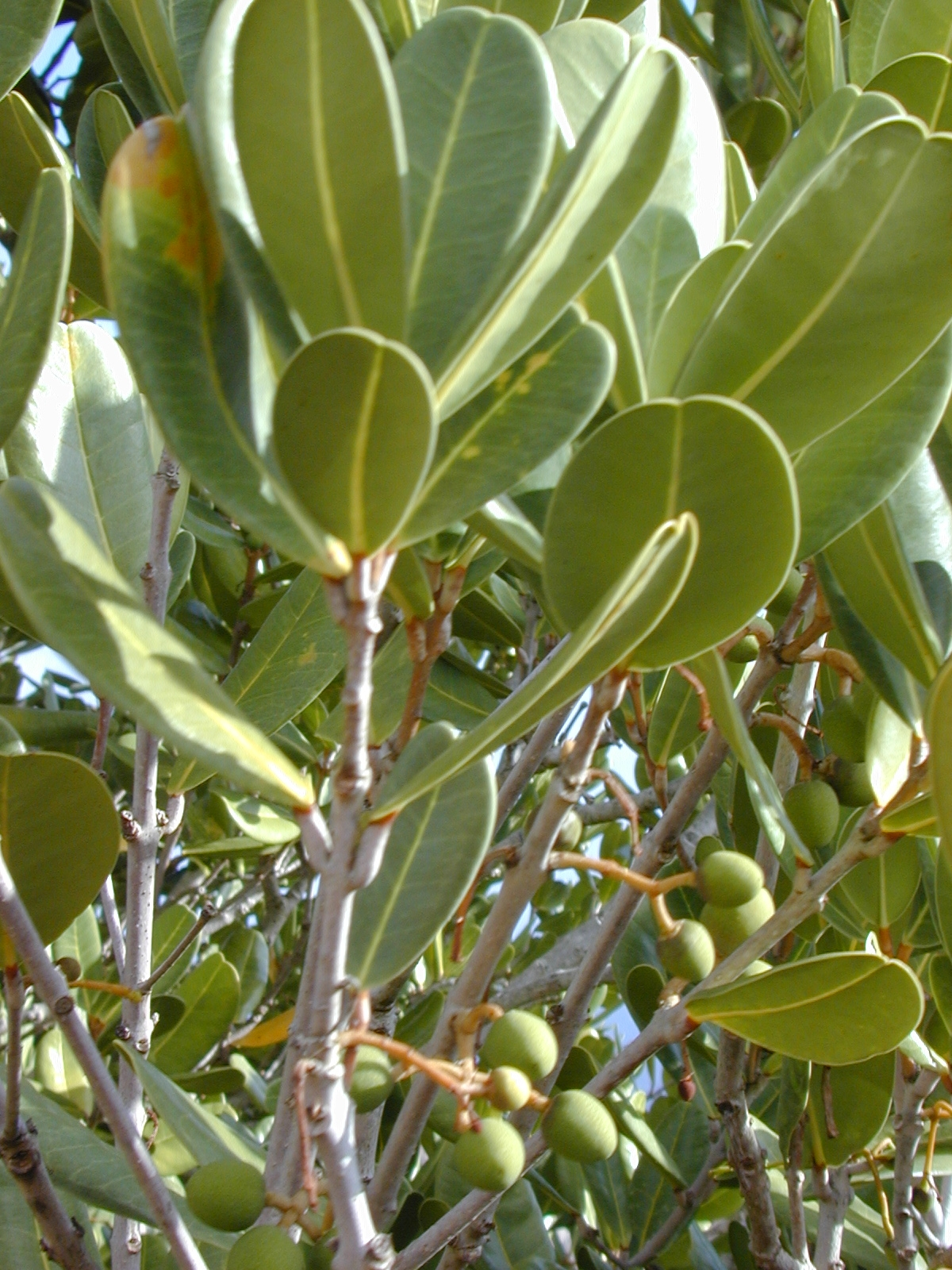
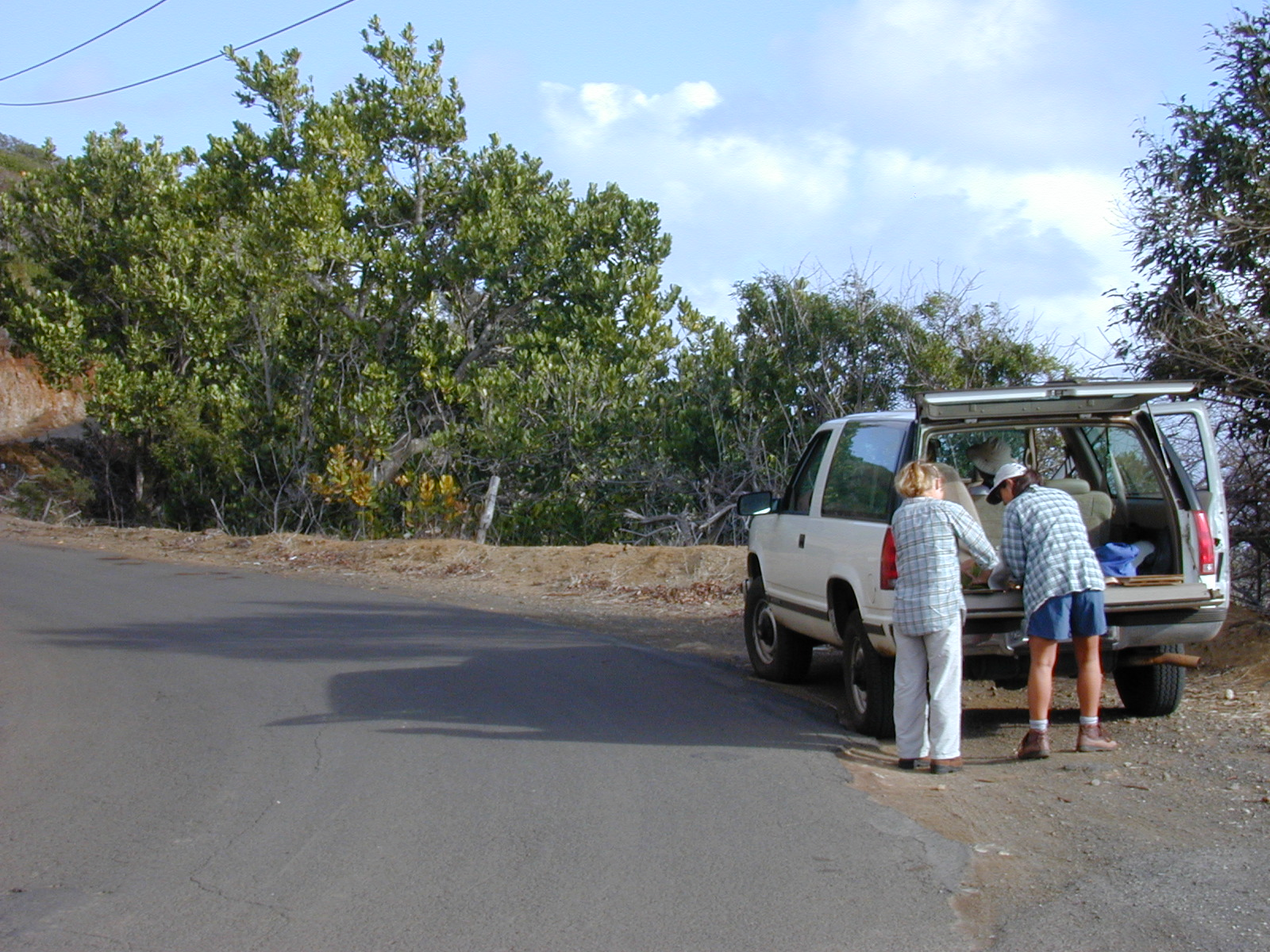